# Eva Ibbotson
Eva Ibbotson (ur. 15 stycznia 1925 w Wiedniu, zm. 20 października 2010) – brytyjska pisarka książek fantastycznych.
Urodziła się w Austrii jako Maria Charlotte Michelle Wiesner. Jej matka była dramaturgiem, a ojciec naukowcem. Wiele podróżowała ze swoimi rodzicami po Europie. Po dojściu nazistów do władzy przeniosła się do ojca do Wielkiej Brytanii. Miała męża i czwórkę dzieci – trzech synów i córkę.

## Twórczość
- Wyspa cudów
- Duch na telefon
- Dzikie oczy Amazonki
- Tropiciele zła
- Zbawca duchów
- Siedem wiedźm dla Arymana
- Duchy z zamku Carra
- Tajemnica peronu 13